# Francisco Javier García Verdugo
García Verdugo, Francisco Javier García Verdugo Garrido (Madrid, 1934. július 6. – Talavera de la Reina, 2017. június 9.) spanyol labdarúgó, hátvéd, edző.

## Pályafutása

### Játékosként
A Talavera csapatában kezdte a labdarúgást. Az 1952–53-as idényben a Toledo hátvédje volt. A következő idényben a másodosztályú Logroñés játékosa volt, majd az élvonalbeli Atlético Madrid csapatához szerződött, de mivel nem kapott játéklehetőséget, 1955 tavaszán a Real Zaragoza játékosa lett. 1955 és 1960 között a másodosztályban játszott. Három idényt a Xerez, kettőt a Cádiz csapatában. 1960 és 1963 között a Real Valladolid labdarúgója volt. Az első idényben kiestek az élvonalból, majd a következőben visszajutottak az első osztályba. 1963 és 1966 között az élvonalbeli Valencia játékosa volt, ahol az 1964–65-ös idényben kölcsönben a másodosztálybeli Sabadellben játszott. Az 1966–67-es szezonban a Deportivo La Coruña együttesében szerepelt az élvonalban.

### Edzőként
Egész edzői pályafutása alatt a spanyol másodosztályban tevékenykedett. 1969-ben a Tenerife csapatánál segédedzőként kezdett el dolgozni. Az 1971–72-es idényben 15 mérkőzésen vezetőedzőként működött közre. 1973-ban a Córdoba, 1974-75-ben a Gimnàstic de Tarragona, 1976-77-ben a Rayo Vallecano vezetőedzője volt. 1977 és 1979 között az Osasuna szakmai munkáját irányította. 1979-80-ban a Deportivo La Coruña, 1984-85-ben a Real Burgos vezetőedzője volt.